# Cupa Mondială de Hochei pe Iarbă Masculin din 2023
Cupa Mondială de hochei pe iarbă masculin din 2023 a fost cea de-a 15-a ediție a Cupei Mondiale de hochei masculin FIH, campionatul mondial cvadrienal pentru echipele naționale masculine de hochei pe iarbă, organizat de Federația Internațională de Hochei. Competiția are loc la Bhubaneswar și Rourkela, India, în perioada 13-29 ianuarie 2023.
Germania a câștigat titlul pentru a treia oară după ce a învins în finală, la lovituri de departajare, campioana mondială en-titre Belgia.

## Alegerea gazdei
Federația Internațională de Hochei a anunțat în decembrie 2018 că ediția din 2023 a Cupei Mondiale de hochei FIH va avea loc fie în iulie 2022, fie în ianuarie 2023. FIH a primit următoarele trei candidaturi finale pentru Cupa Mondială masculină din 2023.În noiembrie 2019 s-a anunțat că India va găzdui turneul din ianuarie 2023.
Pentru intervalul de timp preferat 1-17 iulie 2022:
- Belgia
- Germania (s-a retras)
- Malaezia
- Spania (s-a retras)

Pentru fereastra de timp preferată 13-29 ianuarie 2023:
- India (s-a retras)

## Echipe

### Calificare
La fel ca în 2018, 16 echipe au concurat în cadrul turneului. Alături de gazde, India, cele cinci campioane continentale au primi automat un loc. După amânarea Jocurilor Olimpice de vară din 2020, cota de locuri disponibile prin intermediul campionatelor continentale care includ gazdele Cupei Mondiale a fost mărită de la șase la șaisprezece.
| Date                 | Eveniment                     | Locație                   | Cote | Calificate                                  |
| -------------------- | ----------------------------- | ------------------------- | ---- | ------------------------------------------- |
| 8 noiembrie 2019     | Gazdă                         | N/A                       | 2    | India                                       |
| 4–13 iunie 2021      | Campionatul European din 2021 | Amstelveen, Țările de Jos | 5    | Belgia Anglia Germania Țările de Jos Spania |
| 21–24 octombrie 2021 | Preliminariile europene 2021  | Cardiff, Țara Galilor     | 2    | Franța Țara Galilor                         |
| 17–23 ianuarie 2022  | Cupa Africii pe Națiuni 2022  | Accra, Ghana              | 1    | Africa de Sud                               |
| 23 mai–1 iunie 2022  | Cupa Asiei 2022               | Jakarta, Indonezia        | 3    | Japonia Malaezia Coreea de Sud              |
| 20–30 ianuarie 2022  | Cupa Pan Americană 2022       | Santiago, Chile           | 2    | Argentina Chile                             |
| Anulat               | Cupa Oceaniei 2022            | Noua Zeelandă             | 2    | Australia Noua Zeelandă                     |
| Total                | Total                         | Total                     | 16   |                                             |

### Tragerea la sorți
Tragerea la sorți a avut loc pe 8 septembrie 2022.
| Urna 1 | Urna 2                                          | Urna 3                                       | Urna 4                                           |
| --- | ----------------------------------------------- | -------------------------------------------- | ------------------------------------------------ |
| - India (plasată pe locul D1) - Australia (plasată pe locul A1) - Belgia (plasată pe locul B1) - Țările de Jos (plasată pe locul C1) | - Germania - Anglia - Argentina - Noua Zeelandă | - Spania - Malaezia - Franța - Coreea de Sud | - Africa de Sud - Țara Galilor - Japonia - Chile |

## Arene
| BhubaneswarRourkela | Bhubaneswar        | Rourkela                                 |
| ------------------- | ------------------ | ---------------------------------------- |
| BhubaneswarRourkela | Kalinga Stadium    | Birsa Munda International Hockey Stadium |
| BhubaneswarRourkela | Capacitate: 16.000 | Capacitate: 20.000                       |
| BhubaneswarRourkela |                    |                                          |

## Arbitri
Pe 29 noiembrie 2021, 18 arbitri au fost numiți de FIH pentru a participa la acest turneu.
- Rawi Anbananthan (MAS)
- Dan Barstow (ENG)
- Christian Blasch (GER)
- Federico García (URU)
- Gareth Greenfield (NZL)
- Marcin Grochal (POL)
- Ben Göntgen (GER)
- Eric Koh (MAS)
- Lim Hong Zhen (SGP)
- Martin Madden (SCO)
- Jakub Mejzlík (CZE)
- Germán Montes de Oca (ARG)
- Raghu Prasad (IND)
- Sean Rapaport (RSA)
- Steve Rodgers (AUS)
- Javed Shaikh (IND)
- David Tomlinson (NZL)
- Coen van Bunge (NED)

## Faza preliminară

#### Grupa A
| Loc | Echipa        | M | V | E | Î | GM | GP | G   | P | Calificare                         |
| --- | ------------- | - | - | - | - | -- | -- | --- | - | ---------------------------------- |
| 1   | Australia     | 3 | 2 | 1 | 0 | 20 | 5  | +15 | 7 | Calificare în sferturile de finală |
| 2   | Argentina     | 3 | 1 | 2 | 0 | 9  | 8  | +1  | 5 | Calificare în faza cross-overs     |
| 3   | Franța        | 3 | 1 | 1 | 1 | 7  | 14 | -7  | 4 | Calificare în faza cross-overs     |
| 4   | Africa de Sud | 3 | 0 | 0 | 3 | 3  | 12 | -9  | 0 |                                    |

Legendă:
M= meciuri jucate, V=victorii, E=egaluri, Î=înfrângeri, GM=goluri marcate, GP=goluri primite, G=golaveraj, P=puncte
| 13 ianuarie 2023 | Argentina | 1 – 0 | Africa de Sud | Kalinga Stadium, Bhubaneswar |
| 13 ianuarie 2023 | Australia | 8 – 0 | Franța        | Kalinga Stadium, Bhubaneswar |

| 16 ianuarie 2023 | Franța    | 2 – 1 | Africa de Sud | Kalinga Stadium, Bhubaneswar |
| 16 ianuarie 2023 | Argentina | 3 – 3 | Australia     | Kalinga Stadium, Bhubaneswar |

| 20 ianuarie 2023 | Australia | 9 – 2 | Africa de Sud | Birsa Munda International Hockey Stadium, Rourkela |
| 20 ianuarie 2023 | Franța    | 5 – 5 | Argentina     | Birsa Munda International Hockey Stadium, Rourkela |

#### Grupa B
| Loc | Echipa        | M | V | E | Î | GM | GP | G   | P | Calificare                         |
| --- | ------------- | - | - | - | - | -- | -- | --- | - | ---------------------------------- |
| 1   | Belgia        | 3 | 2 | 1 | 0 | 14 | 3  | +11 | 7 | Calificare în sferturile de finală |
| 2   | Germania      | 3 | 2 | 1 | 0 | 12 | 4  | +8  | 7 | Calificare în faza cross-overs     |
| 3   | Coreea de Sud | 3 | 1 | 0 | 2 | 4  | 13 | -9  | 3 | Calificare în faza cross-overs     |
| 4   | Japonia       | 3 | 0 | 0 | 3 | 2  | 12 | -10 | 0 |                                    |

Legendă:
M= meciuri jucate, V=victorii, E=egaluri, Î=înfrângeri, GM=goluri marcate, GP=goluri primite, G=golaveraj, P=puncte
| 14 ianuarie 2023 | Belgia   | 5 – 0 | Coreea de Sud | Kalinga Stadium, Bhubaneswar |
| 14 ianuarie 2023 | Germania | 3 – 0 | Japonia       | Kalinga Stadium, Bhubaneswar |

| 17 ianuarie 2023 | Coreea de Sud | 2 – 1 | Japonia | Kalinga Stadium, Bhubaneswar |
| 17 ianuarie 2023 | Germania      | 2 – 2 | Belgia  | Kalinga Stadium, Bhubaneswar |

| 20 ianuarie 2023 | Belgia        | 7 – 1 | Japonia  | Birsa Munda International Hockey Stadium, Rourkela |
| 20 ianuarie 2023 | Coreea de Sud | 2 – 7 | Germania | Birsa Munda International Hockey Stadium, Rourkela |

#### Grupa C
| Loc | Echipa        | M | V | E | Î | GM | GP | G   | P | Calificare                         |
| --- | ------------- | - | - | - | - | -- | -- | --- | - | ---------------------------------- |
| 1   | Țările de Jos | 3 | 3 | 0 | 0 | 22 | 0  | +22 | 9 | Calificare în sferturile de finală |
| 2   | Malaezia      | 3 | 2 | 0 | 1 | 6  | 8  | -2  | 6 | Calificare în faza cross-overs     |
| 3   | Noua Zeelandă | 3 | 1 | 0 | 2 | 5  | 8  | -3  | 3 | Calificare în faza cross-overs     |
| 4   | Chile         | 3 | 0 | 0 | 3 | 3  | 20 | -17 | 0 |                                    |

Legendă:
M= meciuri jucate, V=victorii, E=egaluri, Î=înfrângeri, GM=goluri marcate, GP=goluri primite, G=golaveraj, P=puncte
| 14 ianuarie 2023 | Noua Zeelandă | 3 – 1 | Chile    | Birsa Munda International Hockey Stadium, Rourkela |
| 14 ianuarie 2023 | Țările de Jos | 4 – 0 | Malaezia | Birsa Munda International Hockey Stadium, Rourkela |

| 16 ianuarie 2023 | Malaezia      | 3 – 2 | Chile         | Birsa Munda International Hockey Stadium, Rourkela |
| 16 ianuarie 2023 | Noua Zeelandă | 0 – 4 | Țările de Jos | Birsa Munda International Hockey Stadium, Rourkela |

| 19 ianuarie 2023 | Malaezia      | 3 – 2  | Noua Zeelandă | Kalinga Stadium, Bhubaneswar |
| 19 ianuarie 2023 | Țările de Jos | 14 – 0 | Chile         | Kalinga Stadium, Bhubaneswar |

#### Grupa D
| Loc | Echipa       | M | V | E | Î | GM | GP | G   | P | Calificare                         |
| --- | ------------ | - | - | - | - | -- | -- | --- | - | ---------------------------------- |
| 1   | Anglia       | 3 | 2 | 1 | 0 | 9  | 0  | +9  | 7 | Calificare în sferturile de finală |
| 2   | India        | 3 | 2 | 1 | 0 | 6  | 2  | +4  | 7 | Calificare în faza cross-overs     |
| 3   | Spania       | 3 | 1 | 0 | 2 | 5  | 7  | -2  | 3 | Calificare în faza cross-overs     |
| 4   | Țara Galilor | 3 | 0 | 0 | 3 | 3  | 14 | -11 | 0 |                                    |

Legendă:
M= meciuri jucate, V=victorii, E=egaluri, Î=înfrângeri, GM=goluri marcate, GP=goluri primite, G=golaveraj, P=puncte
| 13 ianuarie 2023 | Anglia | 5 – 0 | Țara Galilor | Birsa Munda International Hockey Stadium, Rourkela |
| 13 ianuarie 2023 | India  | 2 – 0 | Spania       | Birsa Munda International Hockey Stadium, Rourkela |

| 15 ianuarie 2023 | Spania | 5 – 1 | Țara Galilor | Birsa Munda International Hockey Stadium, Rourkela |
| 15 ianuarie 2023 | Anglia | 0 – 0 | India        | Birsa Munda International Hockey Stadium, Rourkela |

| 19 ianuarie 2023 | Spania | 0 – 4 | Anglia       | Kalinga Stadium, Bhubaneswar |
| 19 ianuarie 2023 | India  | 4 – 2 | Țara Galilor | Kalinga Stadium, Bhubaneswar |

## Meciuri de clasament

### Sferturi de finală locurile 9-16
| 26 ianuarie 2023 | Africa de Sud | 6 – 3 | Malaezia | Birsa Munda International Hockey Stadium, Rourkela |

| 26 ianuarie 2023 | Japonia | 0 – 8 | India | Birsa Munda International Hockey Stadium, Rourkela |

| 26 ianuarie 2023 | Chile | 0 – 8 | Argentina | Birsa Munda International Hockey Stadium, Rourkela |

| 26 ianuarie 2023 | Țara Galilor | 2–2 (2-1 pen) | Franța | Birsa Munda International Hockey Stadium, Rourkela |

### Meciuri pentru locurile 13-16
| 28 ianuarie 2023 | Malaezia | 3 – 2 | Japonia | Birsa Munda International Hockey Stadium, Rourkela |

| 28 ianuarie 2023 | Chile | 2 – 4 | Franța | Birsa Munda International Hockey Stadium, Rourkela |

### Meciuri pentru locurile 9-12
| 28 ianuarie 2023 | Africa de Sud | 2 – 5 | India | Birsa Munda International Hockey Stadium, Rourkela |

| 28 ianuarie 2023 | Argentina | 6 – 0 | Țara Galilor | Birsa Munda International Hockey Stadium, Rourkela |

## Faza eliminatorie
|  | Cross-overs   | Cross-overs   |               |       | Sferturi de finală | Sferturi de finală |   |  | Semifinale | Semifinale |  |  | Finala | Finala |
|  |               |               |               |       |                    |                    |   |  |            |            |  |  |        |        |
|  |               |               |               |       |                    |                    |   |  |            |            |  |  |        |        |
|  |               |               |               |       |                    |                    |   |  |            |            |  |  |        |        |
|  |               |               |               |       |                    |                    |   |  |            |            |  |  |        |        |
|  | 24 ianuarie   |               |               |       |                    |                    |   |  |            |            |  |  |        |        |
|  |               |               |               |       |                    |                    |   |  |            |            |  |  |        |        |
|  | Australia     | 4             |               |       |                    |                    |   |  |            |            |  |  |        |        |
|  | Australia     | 4             | 22 ianuarie   |       |                    |                    |   |  |            |            |  |  |        |        |
|  |               |               | Spania        | 3     |                    |                    |   |  |            |            |  |  |        |        |
|  | Malaezia      | 2 (3)         | Spania        | 3     |                    |                    |   |  |            |            |  |  |        |        |
|  | Malaezia      | 2 (3)         | 27 ianuarie   |       |                    |                    |   |  |            |            |  |  |        |        |
|  | Spania        | 2 (4)         |               |       |                    |                    |   |  |            |            |  |  |        |        |
|  | Spania        | 2 (4)         | Australia     | 3     |                    |                    |   |  |            |            |  |  |        |        |
|  |               |               | Australia     | 3     |                    |                    |   |  |            |            |  |  |        |        |
|  |               | Germania      | 4             |       |                    |                    |   |  |            |            |  |  |        |        |
|  |               | Germania      | 4             |       |                    |                    |   |  |            |            |  |  |        |        |
|  | 25 ianuarie   |               |               |       |                    |                    |   |  |            |            |  |  |        |        |
|  |               |               |               |       |                    |                    |   |  |            |            |  |  |        |        |
|  | Anglia        | 2 (3)         |               |       |                    |                    |   |  |            |            |  |  |        |        |
|  | Anglia        | 2 (3)         | 23 ianuarie   |       |                    |                    |   |  |            |            |  |  |        |        |
|  |               |               | Germania      | 2 (4) |                    |                    |   |  |            |            |  |  |        |        |
|  | Germania      | 5             | Germania      | 2 (4) |                    |                    |   |  |            |            |  |  |        |        |
|  | Germania      | 5             | 29 ianuarie   |       |                    |                    |   |  |            |            |  |  |        |        |
|  | Franța        | 1             |               |       |                    |                    |   |  |            |            |  |  |        |        |
|  | Franța        | 1             | Germania      | 3 (5) |                    |                    |   |  |            |            |  |  |        |        |
|  |               |               | Germania      | 3 (5) |                    |                    |   |  |            |            |  |  |        |        |
|  |               | Belgia        | 3 (4)         |       |                    |                    |   |  |            |            |  |  |        |        |
|  |               | Belgia        | 3 (4)         |       |                    |                    |   |  |            |            |  |  |        |        |
|  | 24 ianuarie   |               |               |       |                    |                    |   |  |            |            |  |  |        |        |
|  |               |               |               |       |                    |                    |   |  |            |            |  |  |        |        |
|  | Belgia        | 2             |               |       |                    |                    |   |  |            |            |  |  |        |        |
|  | Belgia        | 2             | 22 ianuarie   |       |                    |                    |   |  |            |            |  |  |        |        |
|  |               |               | Noua Zeelandă | 0     |                    |                    |   |  |            |            |  |  |        |        |
|  | India         | 3 (4)         | Noua Zeelandă | 0     |                    |                    |   |  |            |            |  |  |        |        |
|  | India         | 3 (4)         | 27 ianuarie   |       |                    |                    |   |  |            |            |  |  |        |        |
|  | Noua Zeelandă | 3 (5)         |               |       |                    |                    |   |  |            |            |  |  |        |        |
|  | Noua Zeelandă | 3 (5)         | Belgia        | 2 (3) |                    |                    |   |  |            |            |  |  |        |        |
|  |               |               | Belgia        | 2 (3) |                    |                    |   |  |            |            |  |  |        |        |
|  |               | Țările de Jos | 2 (2)         |       | Semifinale         | Semifinale         |   |  |            |            |  |  |        |        |
|  |               | Țările de Jos | 2 (2)         |       | Semifinale         | Semifinale         |   |  |            |            |  |  |        |        |
|  | 25 ianuarie   | 25 ianuarie   |               |       | 29 ianuarie        | 29 ianuarie        |   |  |            |            |  |  |        |        |
|  | 25 ianuarie   | 25 ianuarie   |               |       | 29 ianuarie        | 29 ianuarie        |   |  |            |            |  |  |        |        |
|  | Țările de Jos | 5             | Australia     | 1     |                    |                    |   |  |            |            |  |  |        |        |
|  | Țările de Jos | 5             | Australia     | 1     | 23 ianuarie        |                    |   |  |            |            |  |  |        |        |
|  |               |               | Coreea de Sud | 1     |                    | Țările de Jos      | 3 |  |            |            |  |  |        |        |
|  | Argentina     | 5 (2)         | Coreea de Sud | 1     |                    | Țările de Jos      | 3 |  |            |            |  |  |        |        |
|  | Argentina     | 5 (2)         |               |       |                    |                    |   |  |            |            |  |  |        |        |
|  | Coreea de Sud | 5 (3)         |               |       |                    |                    |   |  |            |            |  |  |        |        |
|  | Coreea de Sud | 5 (3)         |               |       |                    |                    |   |  |            |            |  |  |        |        |

### Cross-overs
| 22 ianuarie 2023 | Malaezia | 2–2 (3–4 pen) | Spania | Kalinga Stadium, Bhubaneswar |

| 22 ianuarie 2023 | India | 3–3 (4–5 pen) | Noua Zeelandă | Kalinga Stadium, Bhubaneswar |

| 23 ianuarie 2023 | Germania | 5 – 1 | Franța | Kalinga Stadium, Bhubaneswar |

| 23 ianuarie 2023 | Argentina | 5–5 (2–3 pen) | Coreea de Sud | Kalinga Stadium, Bhubaneswar |

### Sferturi de finală
| 24 ianuarie 2023 | Australia | 4 – 3 | Spania | Kalinga Stadium, Bhubaneswar |

| 24 ianuarie 2023 | Belgia | 2 – 0 | Noua Zeelandă | Kalinga Stadium, Bhubaneswar |

| 25 ianuarie 2023 | Țările de Jos | 5 – 1 | Coreea de Sud | Kalinga Stadium, Bhubaneswar |

| 25 ianuarie 2023 | Anglia | 2–2 (2–4 pen) | Germania | Kalinga Stadium, Bhubaneswar |

### Semifinale
| 27 ianuarie 2023 | Australia | 3 – 4 | Germania | Kalinga Stadium, Bhubaneswar |

| 27 ianuarie 2023 | Belgia | 2–2 (2–3 pen) | Țările de Jos | Kalinga Stadium, Bhubaneswar |

### Meciul pentru locul 3
| 29 ianuarie 2023 | Australia | 1 – 3 | Țările de Jos | Kalinga Stadium, Bhubaneswar |

### Finala
| 29 ianuarie 2023 | Germania | 3–3 (5–4 pen) | Belgia | Kalinga Stadium, Bhubaneswar |

## Marcatori
S-au marcat 243 goluri în 43 de meciuri, adică o medie de 5,65 goluri pe meci (actualizat la 29 ianuarie 2023).
9 goluri
- Jeremy Hayward

8 goluri
- Victor Charlet
- Jip Janssen

7 goluri
- Tom Boon

6 goluri
- Maico Casella
- Nicolás Della Torre
- Blake Govers
- Niklas Wellen
- Thierry Brinkman

5 goluri
- Martín Ferreiro
- Gonzalo Peillat
- Koen Bijen

4 goluri
- Liam Ansell
- Nicolás Keenan
- Tom Craig
- Jang Jong-hyun
- Mats Grambusch
- Harmanpreet Singh
- Razie Rahim
- Marc Miralles

3 goluri
- Abhishek
- Akashdeep Singh
- Sukhjeet Singh
- Faizal Saari
- Shello Silverius
- Sam Lane
- Teun Beins

2 goluri
- Mustapha Cassiem
- Nqobile Ntuli
- Bradley Sherwood
- Nick Bandurak
- Phil Roper
- Tomas Domene
- Lucas Toscani
- Daniel Beale
- Flynn Ogilvie
- Florent Van Aubel
- Cédric Charlier
- Sébastien Dockier
- Lee Jung-jun
- Corentin Sellier
- Tom Grambusch
- Shamsher Singh
- Sam Hiha
- Xavier Gispert
- Marc Reyné
- Justen Blok
- Thijs van Dam
- Gareth Furlong

1 gol
- Connor Beauchamp
- Mustapha Cassiem
- Keenan Horne
- Tevin Kok
- Guy Morgan
- David Condon
- Nick Park
- Zachary Wallace
- Tim Brand
- Nathan Ephraums
- Jake Harvie
- Tom Wickham
- Aran Zalewski
- Tanguy Cosyns
- Nicolas De Kerpel
- Alexander Hendrickx
- Victor Wegnez
- Arthur De Sloover
- Juan Amoroso
- Franco Becerra
- Ignacio Contardo
- Andrés Pizarro
- Martín Rodríguez
- Jeong Jun-woo
- Kim Sung-hyun
- Lee Nam-yong
- Seo In-woo
- Eliot Curty
- François Goyet
- Etienne Tynevez
- Gaspard Xavier
- Moritz Ludwig
- Marco Miltkau
- Thies Prinz
- Christopher Rühr
- Moritz Trompertz
- Justus Weigand
- Varun Kumar
- Vivek Prasad
- Amit Rohidas
- Hardik Singh
- Mandeep Singh
- Manpreet Singh
- Lalit Upadhyay
- Kentaro Fukuda
- Ken Nagayoshi
- Kaito Tanaka
- Seren Tanaka
- Firhan Ashari
- Ashran Hamsani
- Shahmie Irfan Suhaimi
- Norsyafiq Sumantri
- Sean Findlay
- Hayden Phillips
- Kane Russell
- Xavier Gispert
- Álvaro Iglesias
- James Carson
- Jacob Draper
- Luke Hawker
- Jorrit Croon
- Steijn van Heijningen
- Tjep Hoedemakers
- Terrance Pieters
- Derck de Vilder